# Morandi (Band)
Morandi ist eine rumänische Dance- und Pop-Musikgruppe aus Bukarest, bestehend aus Marius Moga und Randi alias Andrei Ștefan Ropcea.

## Geschichte
Die Gruppe gründete sich 2005 und brachte 2005 ihr Debütalbum Reverse raus. Von 2005 bis 2007 war die Band bei Roton unter Vertrag, seit 2007 sind sie bei Universal Music unter Vertrag. Bekannt wurde die Gruppe mit ihren Veröffentlichungen in Osteuropa, Südosteuropa und dem östlichen Mitteleuropa. Besondere Erfolge hat die Band in Russland und der Ukraine.
Morandi wurde mehrfach für den MTV Europe Music Award nominiert und gewann diesen 2008 in der Kategorie „Best Romanian & Moldovian Act“.
Ende 2010 wurde die Single Angels in Frankreich veröffentlicht, wo sie Platz 16 der Charts erreichte.

## Diskografie

### Studioalben
- 2005: Reverse
- 2006: Mind Fields
- 2007: N3XT

### Singles
- 2005: Love Me
- 2005: Beijo
- 2006: Falling Asleep
- 2006: A La Lujeba
- 2006: Oh La La (Englische Version von Beijo)
- 2007: Afrika
- 2007: Angels (Love is the Answer)
- 2008: Save Me (feat. Helene)
- 2009: Colors
- 2010: Rock the World
- 2011: Midnight Train
- 2011: Serenada
- 2013: Everytime We Touch
- 2014: Summer in December (mit Inna)
- 2016: Keep You Safe (mit Ioana Ignat)

## Auszeichnungen für Musikverkäufe
| 2× Platin-Schallplatte - Russland - 2008: für das Album N3XT |

| Land/RegionAuszeichnungen für Musikverkäufe (Land/Region, Auszeichnungen, Verkäufe, Quellen) | Gold | Platin     | Verkäufe | Quellen      |
| -------------------------------------------------------------------------------------------- | ---- | ---------- | -------- | ------------ |
| Russland (NFPF)                                                                              | —    | 2× Platin2 | 40.000   | 2m-online.ru |
| Insgesamt                                                                                    | —    | 2× Platin2 |          |              |